# Lilly Lundgren
Georgina Wilhelmina (Lilly) Lundgren, född 27 november 1862 i Stockholm, död 5 augusti 1932 i Stockholm, var en svensk sjuksköterska och konstnär. Hon var dotter till disponenten Bror Hjalmar Lundgren.
Lundgren studerade vid Konstakademien 1886–1890 och påbörjade därefter studier i Paris som hon tvingades avbryta efter ett år på grund av ekonomiska skäl. Hon var därefter verksam som sjuksköterska fram till 1920-talet varav 12 år i USA.
Hon medverkade bland annat på konstutställningen i Göteborg 1891, samt en separatutställning med porträtt i Stockholm 1925. Lundgren är begravd på Solna kyrkogård.